# Milorad Pavić
Pour le footballeur, voir Michel Pavic.
Œuvres principales
- Le Dictionnaire khazar (1984)
- Paysage peint avec du thé (1990)
- L'Envers du vent (1992)
- Dernier Amour à Constantinople (2000)

Compléments
- Membre de l'Académie serbe des Sciences et des Arts (1991)

Milorad Pavić (en serbe cyrillique : Милорад Павић ; né le 15 octobre 1929 à Belgrade et mort le 30 novembre 2009 à Belgrade) est un écrivain serbe. Il a principalement écrit des romans dont le plus connu est Le Dictionnaire khazar et des nouvelles. Il a été membre de l'Académie serbe des sciences et des arts.

## Biographie
Milorad Pavić est professeur d'université, spécialiste de la littérature serbe des XVIIe , XVIIIe et XIXe siècles.
C'est un auteur prolifique qui publie des nouvelles, des recueils poétiques, des études historiques, ainsi que des romans atypiques dont Le Dictionnaire khazar, publié à Belgrade en 1984, et avec lequel il accède à la notoriété. Cet ouvrage composite rassemble, sur un mode encyclopédique, tous les récits et connaissances concernant les Khazars pour en faire un chef-d’œuvre borgésien
Ses romans et nouvelles, empreints de détails mystérieux et de connotations ésotériques, plongent le lecteur dans un univers où rêve et réalité se croisent sans cesse.
La construction de chacun de ses romans est singulière :
- Le Dictionnaire khazar prend la forme de trois dictionnaires, reflétant chacun un point de vue. Peu importe l'ordre dans lequel on en lit les articles. Il existe deux versions de ce livre : les exemplaires masculin et féminin, qui ne diffèrent que par un paragraphe.
- Paysage peint avec du thé s'appuie sur une grille de mots croisés.
- L'Envers du vent, qui relate la légende de Héro et Léandre, est réversible : chaque côté raconte l'histoire du point de vue d'un des deux personnages principaux.
- Les chapitres de Dernier amour à Constantinople représentent les vingt-deux arcanes majeurs d'un jeu de tarot.

Ses romans ont été traduits à ce jour dans une trentaine de langues et comptent plus de soixante-dix éditions.

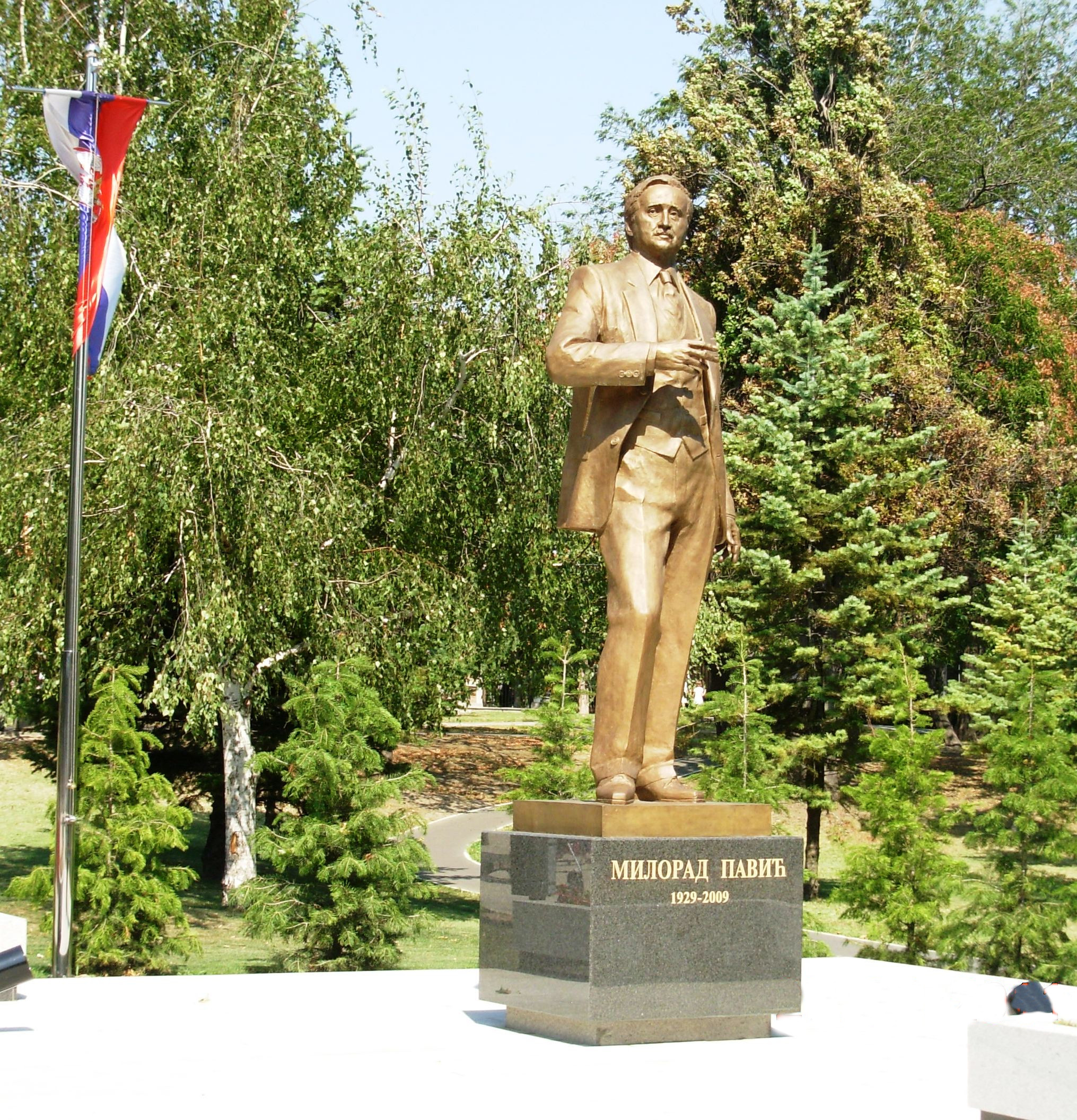
Monument à Milorad Pavić dans le parc Tašmajdan à Belgrade.

## Œuvres

### Romans
- Le Dictionnaire khazar, 1988 (1re éd. 1984)
- Paysage peint avec du thé, 1990 (1re éd. 1988)
- L'Envers du vent, 1992 (1re éd. 1991)
- Dernier amour à Constantinople, 2000 (1re éd. 1994)
- La boîte à écritures,  (Кутија за писање, 1re éd. 1999) ; édition en français[6], 08/012021, Le Nouvel Attila, 175 pages  (ISBN 978-2-37-1000-15-5)
- Exemplaire unique, (Уникат, 1re éd. 2004) ; édition en français 2021, Editions Monts Métallifères, 360 pages  (ISBN 978-2957705412)

#### Romans inédits en français
- Le manteau d'étoiles, (Звездани плашт, 1re éd. 2000)
- Le miroir invisible / le pain multicolore, (Nevidljivo ogledalo / Šareni hleb, 1re éd. 2003)
- L'Autre corps, (Друго тело, 1re éd. 2006)
- Le théâtre en papier,  (Позориште од хартије, 1re éd. 2007)
- Un faux grain de beauté, (Вештачки младеж, 1re éd. 2009)

### Nouvelles
- Le Lévrier russe, 1991 (1re éd. 1979)
- Le Rideau de fer, 1994 (1re éd. 1973)
- Les Chevaux de Saint-Marc, 1995 (1re éd. 1976)
- Le Chapeau en peau de poisson, 1997 (1re éd. 1996)

### Bande dessinée
- Le Troisième Argument, 2016 (1re éd. 1995), basé sur les écrits de Milorad Pavić, scénario par Zoran Stefanović, dessins et mise en couleur par Zoran Tucić[7]